# Micropsectra hawaiiensis
Micropsectra hawaiiensis är en tvåvingeart som först beskrevs av Hardy 1960.  Micropsectra hawaiiensis ingår i släktet Micropsectra och familjen fjädermyggor. Inga underarter finns listade i Catalogue of Life.